# Mauvais Sang (film)
Pour les articles homonymes, voir Mauvais Sang.
Pour plus de détails, voir Fiche technique et Distribution.
Mauvais Sang est un film français réalisé par Leos Carax, sorti le 26 novembre 1986. Cette œuvre importante, pour son auteur et le cinéma français des années 1980, est également l'un des premiers films traitant, métaphoriquement, du SIDA.

## Synopsis
Marc et Hans, deux vieux gangsters, se retrouvent le couteau sous la gorge, à devoir rembourser une dette auprès d'une usurière surnommée « l'Américaine ». Ils planifient le vol dans un laboratoire d'un vaccin contre une nouvelle maladie, appelée STBO, qui affecte les couples qui font l'amour sans s'aimer. À la suite de la mort de Jean, qui devait être l'élément central du coup, ils font appel aux talents de prestidigitateur d'Alex, son fils.
Alex, qui veut s'envoler vers de nouveaux horizons après la mort de son père, quitte la jeune Lise et accepte de faire partie de l'équipe. Sur son chemin pour les rejoindre dans leur planque, il est attiré par une jeune femme en robe blanche, que le hasard remet sur son chemin en la personne d'Anna, l'amante de Marc. Alex est sous le charme d'Anna qui représente un amour impossible.
Le vol des cultures de virus se passe mal : trahi par un ami, Alex est pris en flagrant délit. Réussissant à s'échapper en se prenant lui-même en otage, il rejoint Marc et Hans, non sans croiser sur son chemin les sbires de l'Américaine, qui lui tirent une balle dans le ventre et s'emparent du butin. Alex réussit, un temps à cacher sa blessure, et l'équipée part vers l'aérodrome qui doit les mener en Suisse ; sur le chemin, Alex aperçoit la femme en robe blanche qui n'était donc pas Anna, assise à ses côtés. Blessé cependant à mort, il s'écroule dans les bras de Marc et d'Anna qui gardera une trace indélébile de leur amour platonique.

## Fiche technique
- Titre : Mauvais Sang
- Titre anglais : Bad Blood ou The Night is Young
- Réalisation : Leos Carax, assisté de Christian Faure
- Scénario : Leos Carax
- Production : Alain Dahan, Philippe Díaz et Denis Chateau
- Photographie : Jean-Yves Escoffier
- Montage : Nelly Quettier
- Décors : Jacques Dubus, Michel Vandestien et Thomas Peckre
- Costumes : Dominique Gregogna, Robert Nardone et Martine Métert
- Musique : œuvres de Benjamin Britten (Simple Symphony et Variations sur un thème de Frank Bridge), Sergueï Prokofiev (Roméo et Juliette) et David Bowie (Modern Love)
- Chorégraphie : Christine Burgos[1]
- Pays d'origine :  France
- Langue : français, anglais
- Format : Couleurs - Mono - 35 mm
- Genre : drame
- Durée : 116 minutes
- Date de sortie : 26 novembre 1986

## Distribution
- Michel Piccoli : Marc
- Juliette Binoche : Anna
- Denis Lavant : Alex
- Hans Meyer : Hans
- Julie Delpy : Lise
- Carroll Brooks : l'Américaine
- Hugo Pratt : Boris
- Mireille Perrier : la mère jeune d'Alex
- Serge Reggiani : Charlie
- Jérôme Zucca : Thomas
- Paul Handford
- Charles Schmitt
- François Négret
- Philippe Fretun
- Thomas Peckre
- Ralph Brown
- Éric Vasberg
- Leos Carax : le voyeur
- Michel Messie : le commissaire de police
- Brigitte Dunski  : la mère de Lise

## Projet et réalisation
Le titre du film fait référence au poème d'Arthur Rimbaud « Mauvais Sang » (dans Une saison en enfer). Certains dialogues font référence à Louis-Ferdinand Céline, et plus particulièrement à sa chanson Règlement. On peut aussi voir une rue Céline, fictive.
La bande son du film inclut de la musique de Sergei Prokofiev, Benjamin Britten, et une chanson de David Bowie.
Mauvais Sang propose une des rares apparitions du dessinateur Hugo Pratt au cinéma, et sans doute la seule en-dehors du "cinéma de genre italien".

## Distinctions
- Prix Louis-Delluc 1986
- Berlinale 1987 : Prix Alfred-Bauer